# Урартология
Урартология — востоковедная наука о населении, языке, письменности, мифологии, религии, истории, экономике и культуре Урарту. Раздел ассириологии.
Изучение Урарту началось в 1827 году с экспедиции немецкого востоковеда Ф. Э. Шульца в район озера Ван для изучения построек Семирамиды, описанных армянским средневековым историком Моисеем Хоренским. Шульц открыл и описал памятники Тушпы.
Развитие ассириологии в XIX веке способствовало изучению истории Урарту по ассирийским источникам, однако попытки дешифровки урартских текстов были неудачны до 1880-х годов, когда В. С. Голенищев и М. В. Никольский смогли начать чтение урартских текстов. Одновременно проводились первые раскопки Топраккале. Большее значение имела экспедиция Русского археологического общества под руководством Н. Я. Марра и И. А. Орбели в район Ванского озера в 1915—1917 годах.
Большие успехи были достигнуты в середине XX века в результате археологических раскопок городов-крепостей Кармир-Блура (Тейшебаини; 1939—1971, Б. Б. Пиотровский), Арин-берда (Эребуни; 1950—1982, К. Л. Оганесян) и Армавира (Аргиштихинили; 1962—1971, А. А. Мартиросян). Заново был опубликован корпус урартских надписей (Ф. Кёниг, 1955—1957; Г. А. Меликишвили, 1960). Успехов в сравнительно-историческом изучении урартского языка были достигнуты советскими лингвистами И. И. Мещаниновым, И. М. Дьяконовым и Г. А. Капанцяном. Исследованиями на стыке иранистики и ассириологии занималась И. Н. Медведская.
Уже в XXI веке были переизданы урартские тексты (Н. В. Арутюнян, 2001; М. Сальвини, 2008―2012), продолжаются раскопки Аяниса (М. Ышыклы, с 2013 года), Алтын-Тепе (М. Караосманоглу, с 2003 года), Эребуни (С. Дешамп, с 2008 года), Тейшебаини (А. Е. Симонян, с 2013 года) и др.
В России урартологические исследования проводятся в Петербурге (Эрмитаж, Институт восточных рукописей РАН) и Москве (ГМИИ). Крупнейшая коллекция урартских памятников хранится в Эрмитаже.